# (74214) 1998 RO68
(74214) 1998 RO68 – planetoida z pasa głównego asteroid okrążająca Słońce w ciągu 4,39 lat w średniej odległości 2,68 j.a. Odkryta 14 września 1998 roku.